# Yamato (série télévisée d'animation)
Pour les articles homonymes, voir Yamato.
Yamato (宇宙戦艦ヤマト, Uchū Senkan Yamato, littéralement Le cuirassé de l'espace Yamato) est une saga d'anime japonais de science-fiction. Également connue sous les titres Space Battleship Yamato, Space Cruiser Yamato, ou encore Star Blazers aux États-Unis et en Europe, ce space opera relate l'épopée du cuirassé spatial Yamato et de son équipage qui devront parcourir l'univers pour faire face à différentes civilisations extra-terrestres qui menacent l'humanité.
Yamato porte la griffe de Leiji Matsumoto (Albator, Galaxy Express 999) qui a occupé les postes de designer, réalisateur et scénariste sur différents volets de la saga qui compte trois séries télévisées, six films (dont un en prise de vue réelle), un téléfilm ainsi que plusieurs OVA. En plus des œuvres animées, différents mangas et jeux vidéo viennent compléter la saga.
Yamato est souvent considérée comme l'œuvre phare de « l'anime boom » qu'a connu le Japon entre la fin des années 1970 et le milieu des années 1980. Ce phénomène culturel sans précédent a vu la production animée augmenter sensiblement, du fait qu'un nouveau public composé d'adolescents et de jeunes adultes s'est alors intéressé à un genre jusqu'ici réservé aux enfants. Ce mouvement a été initié par les deux premiers films Yamato, puis s'est poursuivi avec le film Galaxy Express 999 et l'apparition de séries à succès comme Gundam ou Macross.
Longtemps inédite en France malgré l'annonce en 2007 d'une sortie en DVD chez TF1 Vidéo, la saga Yamato arrive finalement dans l'Hexagone en août 2011 avec l'édition du film en prise de vue réelle Space Battleship - L'ultime espoir chez Wild Side Video.
En 2012, un reboot nommé Star Blazers: Space Battleship Yamato 2199, aussi connu au Japon sous le nom Space Battleship Yamato 2199 (宇宙戦艦ヤマト2199, Uchū Senkan Yamato Ni-ichi-kyū-kyū), est produit et diffusé initialement dans les cinémas japonais plusieurs épisodes à la fois.

## Principaux membres de l'équipe technique
- Leiji Matsumoto : créateur, réalisateur, designer, scénariste, auteur du manga
- Yoshinobu Nishizaki (ja) : créateur, producteur, scénariste, réalisateur, superviseur
- Hiroshi Miyagawa : compositeur
- Kentarô Haneda : compositeur
- Eiichi Yamamoto : scénariste, réalisateur, producteur
- Hideaki Yamamoto : scénariste
- Keisuke Fujikawa : scénariste
- Toshio Masuda : réalisateur, scénariste, superviseur

## Résumé de la première série (1974)
Année 2199. L'humanité vit ses derniers jours. La puissante flotte de la planète Gamilas envoie des astéroïdes radioactifs s'abattre sans relâche sur la surface de la Terre, la rendant inhabitable. Les survivants se sont réfugiés dans de vastes cités souterraines, mais la contamination radioactive s'enfonce toujours plus profond, et il n'y aura bientôt plus de refuge possible pour l'espèce humaine...
Une terrible bataille fait rage aux alentours de Pluton entre la flotte gamilienne et la Force de Défense Terrienne emmenée par le capitaine Jyuzo Okita. Refusant l'ordre de retraite, le jeune officier Mamoru Kodai disparaît tragiquement au cours de la bataille. Pendant ce temps, deux jeunes recrues en mission d'observation sur Mars, Susumu Kodai et Daisuke Shima, sont envoyées sur les lieux du crash d'un vaisseau extra-terrestre non identifié. Ils y découvriront le corps sans vie d'une jeune femme blonde tenant dans sa main une intrigante capsule. Une fois ramenée sur Terre, l'analyse de la capsule s'avèrera déterminante : elle contient un message de Starsha, reine de la planète Iscandar, et détentrice du "Cosmo Cleaner D", une machine de décontamination qui pourrait sauver la Terre du triste sort qui l'attend. Cependant, Iscandar est située à 148 000 années lumière de la Terre. Comment envisager un tel voyage, alors que l'homme n'a encore jamais franchi les limites du système solaire ? Heureusement, la capsule comprend également le plan d'un moteur révolutionnaire qui mettrait Iscandar à portée de la Terre au bout d'un voyage de seulement quelques mois. Construit à partir de l'épave d'un cuirassé de la Seconde Guerre mondiale, le vaisseau spatial Yamato est alors équipé de ce nouveau moteur. Le capitaine Okita en prend le commandement en embarquant à son bord un équipage parmi lequel on retrouvera bien sûr Kodai et Shima, mais aussi l'infirmière Yuki Mori, le docteur Sado, l'officier scientifique Sanada, l'officier radio Aihara, le chef machine Tokugawa, les pilotes de Black Tiger Kato et Yamamoto, le robot Analyzer, et bien d'autres.

## Résumé de la seconde série (1978)
En 2201, l'Empire de la Comète Blanche veut s'emparer de la Terre et en faire un tremplin pour la conquête du reste de l’Univers. Dessler, ancien souverain vaincu de Gamilas qui a rejoint l'Empire, veut détruire le Yamato.